# Atletismo nos Jogos Pan-Americanos de 1967 - 80 m com barreiras feminino
A prova dos 100 m com barreiras feminino nos Jogos Pan-Americanos de 1967 foi realizada em Winnipeg, Canadá.

## Medalhistas
| Ouro                                | Prata                            | Bronze                           |
| Cherrie Sherrard USA Estados Unidos | Mamie Rallins USA Estados Unidos | Thora Best TRI Trinidad e Tobago |

## Resultados
| Posição           | Nome              | Nacionalidade         | Tempo | Notas |
| ----------------- | ----------------- | --------------------- | ----- | ----- |
| Medalha de ouro   | Cherrie Sherrard  | USA Estados Unidos    | 10.83 |       |
| Medalha de prata  | Mamie Rallins     | USA Estados Unidos    | 10.85 |       |
| Medalha de bronze | Thora Best        | TRI Trinidad e Tobago | 10.98 |       |
| 4                 | Carlota Ulloa     | CHI Chile             | 11.19 |       |
| 5                 | Gisela Vidal      | VEN Venezuela         | 11.56 |       |
| 6                 | Daisy Hechevarría | CUB Cuba              | 11.56 |       |
| 7                 | Enriqueta Basilio | MEX México            | 11.83 |       |
| 8                 | Jennifer Meldrum  | CAN Canadá            | 12.18 |       |